# Per què jo?
Per què jo? (títol original: Why Me?) és una pel·lícula de comèdia de robatoris estatunidenca de 1990 dirigida per Gene Quintano i protagonitzada per Christopher Lambert, Kim Greist, Christopher Lloyd i J. T. Walsh. El guió és de Donald E. Westlake i Leonard Maas Jr. (pseudònim de David Koepp), i està basat en el cinquè llibre de la sèrie Westlake de novel·les de John Dortmunder. Està doblada al català.

## Argument
El Foc Bizantí, un robí sagrat cedit per Turquia als Estats Units per a una exposició, tan aviat arriba a Los Angeles és robat per extremistes religiosos orientals i amagat dins la caixa forta d'una joieria local. Quan el lladre, Gus Cardinale, irromp a la botiga i roba sense voler el robí, es veu perseguit pel departament de policia, pels criminals locals (a qui la policia ha estat assetjant sense pietat per trobar el lladre), dos agents de la CIA, agents del govern turc i una terrorista armènia. En Gus, amb l'ajuda del seu company esbojarrat Bruno i la seva xicota June, ha d'esbrinar una manera, no només de tornar el Foc Bizantí sense ser atrapat, sinó també mantenir-se amb vida el temps suficient per fer-ho i només potser treure beneficis de tot l'acord.

## Repartiment
- Christopher Lambert com Gus Cardinale
- Kim Greist com June Daley
- Christopher Lloyd com Bruno Daley
- J. T. Walsh com inspector en cap Francis Mahoney
- Wendel Meldrum com Gatou Vardebedian
- Michael J. Pollard com Ralph
- John Hancock com Tiny